# Соснівка (зупинний пункт, Одеська залізниця, Черкаси)
Сосні́вка (МФА: [soˈsɲiu̯kɐ] ( прослухати); колишня назва — 884 км) — пасажирський залізничний зупинний пункт Шевченківської дирекції Одеської залізниці на лінії Імені Тараса Шевченка — Золотоноша I між станціями Черкаси (6 км) та Благодатне (13 км). Розташований на початку в'їзду на Черкаську дамбу, місцевість Соснівка, на півночі Соснівського району Черкас Черкаської області.  Поруч із зупинним пунктом пролягає автошлях національного значення Н16.

## Історія
Дата відкриття не встановлена. Колишня назва — 884-й км.

## Пасажирське сполучення
На платформі зупиняються приміські поїзди сполученням Імені Тараса Шевченка — Гребінка.

## Галерея

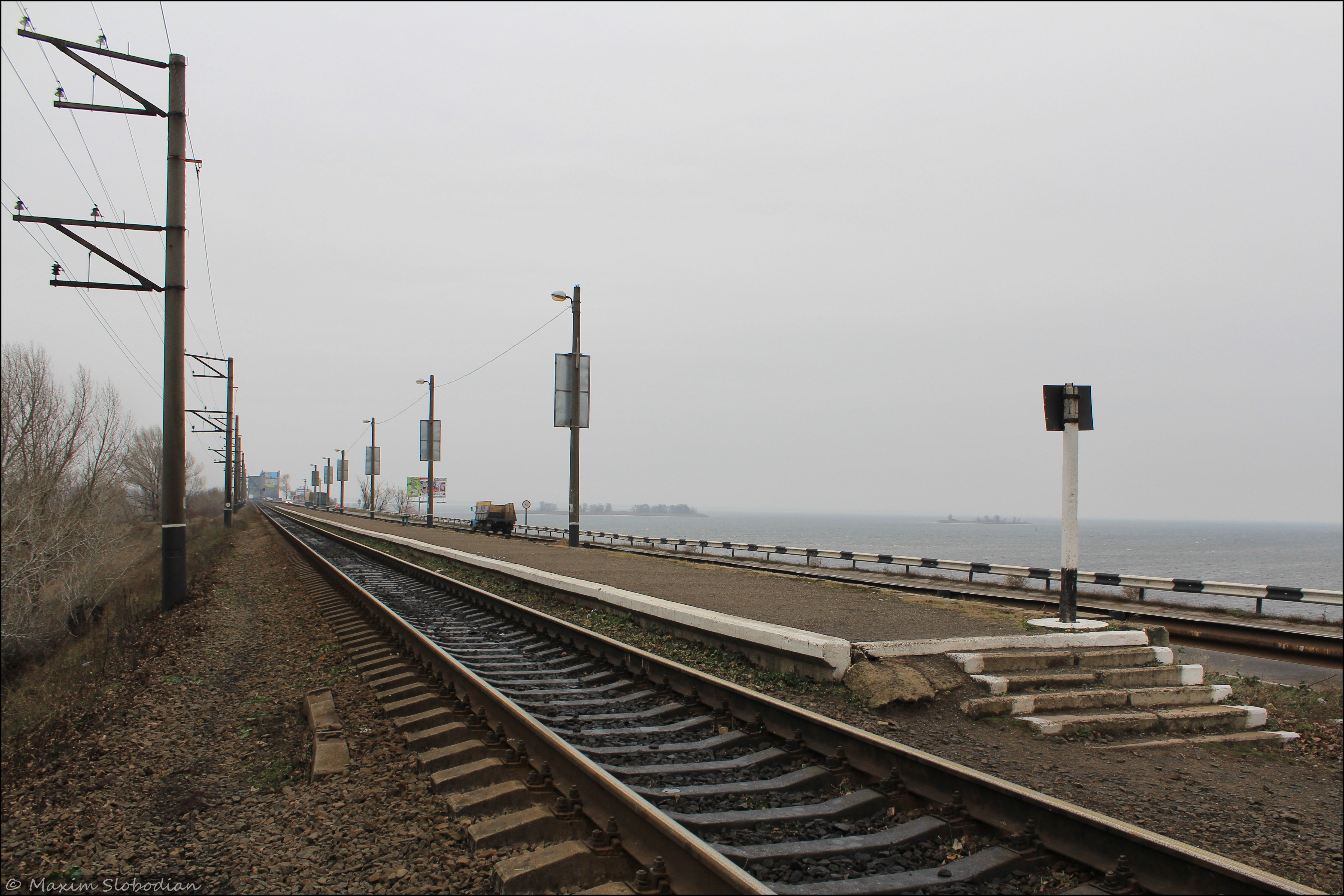
Зупинний пункт Соснівка